# Jon Ander Insausti Irastorza
Jon Ander Insausti Irastorza (Mutiloa, 13 de desembre de 1992) és un ciclista basc, professional des del 2015 i actualment a l'equip Bahrain-Merida. Combina la carretera amb el ciclocròs.

## Palmarès en ruta
- 2012
  - Campió del País Basc sub-23 en contrarellotge
  - Vencedor d'una etapa a la Volta a Segòvia
- 2013
  - Campió del País Basc en contrarellotge
- 2014
  - Campió del País Basc sub-23 en contrarellotge
- 2017
  - Vencedor d'una etapa a la Volta al Japó

## Palmarès en ciclocròs
- 2009-2010
  -  Campió d'Espanya de ciclocròs júnior
- 2010-2011
  -  Campió d'Espanya de ciclocròs sub-23